# Acacia microcybe
Acacia microcybe — вид квіткових рослин з родини бобових. Ареал: Австралія (Квінсленд).

## Середовище
Росте на лужних, твердих, кам'янистих, глинистих ґрунтах.

## Біоморфологічна характеристика
Дерево зазвичай досягає висоти від 3 до 10 метрів і має тонку тріщинисту кору темно-сірого кольору з рідкими або помірно запушеними гілочками. Рідко- або помірно запушені та вічнозелені філодії мають лінійну форму, прямі або злегка вигнуті, довжиною від 6 до 14 см і шириною від 1 до 3 мм з багатьма паралельними нечіткими жилками.